# Gare de Sarralbe
Gare de Sarralbe vasútállomás Franciaországban, Sarralbe településen.

## Vasútvonalak
Az állomást az alábbi vasútvonalak érintik:
- Berthelming-Sarreguemines-vasútvonal
- Kalhausen-Sarralbe-vasútvonal
- Champigneulles–Sarralbe-vasútvonal

## Kapcsolódó állomások
A vasútállomáshoz az alábbi állomások vannak a legközelebb:
- Gare de Herbitzheim
- Gare de Keskastel